# Ventura Alegre
Buenaventura Ramón Santos Alegre (Montevideo, noviembre de 1795 - Maldonado, mayo de 1827), conocido como Ventura Alegre, fue un militar rioplatense que participó en la guerra de independencia de la Argentina y en la guerra del Brasil.

## Biografía
Se enroló en las filas del capitán Manuel Artigas para el inicio de la Revolución Oriental. Combatió en las batallas de Las Piedras y Cerrito, y sirvió en el sitio de Montevideo.
En 1814 pasó al Ejército del Norte a órdenes del general José Rondeau, con el que participó en la tercera expedición auxiliadora al Alto Perú, combatiendo en la batalla de Sipe Sipe. Permaneció en el Ejército del Norte durante la guerra civil contra los federales de Córdoba y Santa Fe.
A finales de 1819, mientras el Ejército del Norte abandonaba la lucha por la Independencia y se trasladaba hacia el sur para enfrentar a los federales, conspiró con otros oficiales para deponer al general Francisco Fernández de la Cruz, con el objetivo de volver al frente de batalla contra los realistas. Pese a que la conspiración estaba muy extendida, sólo los oficiales Eugenio Garzón y Ventura Alegre fueron descubiertos. Ambos fueron arrestados y enviados a Mendoza. El resto de los oficiales complotados, comandados por el general Juan Bautista Bustos, se sublevaron en el motín de Arequito.
Apenas llegado a Mendoza, estalló en la vecina San Juan la revolución dirigida por Mariano Mendizábal, que causó la pérdida de las provincias de Cuyo para el Directorio.
Se enroló en las filas federales, pero poco después pasó a Chile. Desde allí participó en la Expedición Libertadora del Perú, y fue uno de los primeros oficiales en entrar en la ciudad de Lima tras su evacuación por parte de los realistas.
Participó en la Segunda Campaña de Intermedios, quedando de guarnición en Arequipa; combatió en el combate de Arequipa, con el que la ciudad volvió a manos realistas. Con el grado de coronel participó en la batalla de Junín.
Regresó a Buenos Aires y se unió al ejército que  participó en la Guerra del Brasil como jefe de una división de caballería. Cuando el ejército argentino se vio encerrado en Paso del Rosario, cortado por una creciente, convenció al general Alvear de salir del fondo del cañón en que el ejército estaba encerrado y presentar batalla. El resultado fue la victoria total en la batalla de Ituzaingó.
Poco después fue autorizado a visitar a su madre en Maldonado. En mayo de 1827, un escuadrón brasileño atacó la villa; cuando Alegre intentó defenderla, fue muerto por los atacantes.